# Синютки
Синютки (укр. Синютки); также Сенютки (укр. Сенютки) — село в Белогорской поселковой общине Шепетовского района Хмельницкой области, Украина. Расположено на реке Горынь.

## Местный совет
30200, Хмельницкая обл., Шепетовский р-н, посёлок Белогорье, ул. Шевченко, 44